# Mozanska umetnost
Mozanska umetnost (francosko art Mosan, nemško Maasländische Kunst) je regionalna umetnost in arhitekturni slog v porečju reke Meuse v Belgiji, na Nizozemskem in v Nemčiji, ključno področje je stara škofija Liège. Čeprav je mozanska umetnost ustvarila pomembna umetniška dela v mnogih obdobjih, je izključno mišljena za romansko umetnost. Slog je dosegel vrhunec v mozanskih cerkvah in kamnitih skulpturah, zlatarstvu, umetnosti v emajlu in iluminiranih rokopisih od 11. do 13. stoletja.

## Razvoj in širjenje
Porečje reke Meuse je bilo v središču karolinškega cesarstva. Zato mozanska umetnost sega v karolinško renesanso z mnogimi zgledi po starih elementih in se tako razlikuje od romanskega sloga v drugih državah, kot so Nemčija, Francija, Anglija in Italija.
Čeprav se ikonografija mozanske umetnosti 11. in 12. stoletja, kot povsod, večinoma zgleduje po Svetem pismu, prikazujejo izklesani kapiteli v maastrichtskih glavnih cerkvah prizore iz vsakdanjega življenja in vizije v čudnem svetu domišljije.
Mozanska umetnost se nanaša predvsem na nekdanji škofiji Liège v današnjih provinci Liège in Limburg, v južnem delu nizozemske province Limburg ter nemško regijo Aachen. Najpomembnejši umetniški centri škofije Liège so mesta Liège, Huy, Dinant, Namur, Tongeren, Maastricht in Aachen, kot tudi opatije (Sint-Truiden, Herkenrode, Averbode, Munsterbilzen, Susteren, Sint Odiliënberg, Rolduc, Burtscheid, Kornelimünster, Stavelot , Floreffe, Nivelles, Aulne, Flône, Celles, Gembloux in Lobbes).
Mozanska umetnost je imela velik vpliv na sosednje regije, kot sta nadškofija Utrecht in Köln ter grofije v Turingiji.

## Glavne umetnine
Romanska-mozanska umetnost je bila imenovana za prvo zlato dobo Nizozemske  (pred južno-nizozemsko in severno-nizozemsko zlato dobo). Večino srednjeveške nizozemske literature štejejo med vrhunce mozanske umetnosti, kjer je znan pisatelj z imenom Heinrich von Veldeke.

### Arhitektura
Arhitektura v škofiji Liège predstavlja določeno smer romanike. Arhitektura 12. stoletja je kompromis med starejšo mozansko tradicijo in zunanjimi vplivi, predvsem iz Porenja in Italije. Zaprti westwerki, pritlikave galerije in korni stolpi so značilni za zrelo mozansko arhitekturo.
- Kolegijska  cerkev svetega Jerneja, Liège
- Kolegijska cerkev Saint-Denis, Liège
- Kolegijska cerkev Saint-Jean, Liège
- Kolegijska cerkev Notre-Dame, Huy
- Kolegijska cerkev Saint-George et Saint-Ode, Amay
- Kolegijska cerkev Saint-Étienne, Waha
- Kolegijska cerkev, Fosses-la-Ville
- Kolegijska cerkev svete Gertrude, Nivelles
- Kolegijska bazilika svetega Servacija, Maastricht
- Marijina bazilika, Maastricht
- Kolegijska cerkev, Aldeneik
- Kolegijska cerkev, Rolduc
- Kolegijska cerkev sv. Amalberga, Susteren
- Kolegijska cerkev, Sint Odiliënberg
- Kolegijska cerkev, Lobbes
- Kolegijska cerkev Saint-Hadelin, Celles
- Kolegijska cerkev Saint-Pierre et Saint-Remacle, Stavelot

- Liège, sv. Bartolomej
- Liège, sv. Denis, westwerk
- Maastricht, bazilika sv. Servacija, westwerk
- Maastricht, Marijina bazilika, vzhodni kor
- kolegijska cerkev Susteren, westwerk
- Sv. Anna, Aldeneik, westwerk
- Sv. Hadelin, Celles
- Kolegijska cerkev Rolduc, notranjost

### Romanski arhitekturni elementi
Mozanski arhitekturni elementi so dosegli v 12. stoletju v Maastrichtu, Liègu in Nivellesu vrhunec. Maastrichtski Metsen (kamnoseki) so delali kapitele in reliefe v Utrechtu, Bonnu in Eisenachu.
- Kapitel v kripti cerkve v Rolducu (1138–1143)
- Kapitel empori westwerka bazilike sv. Servacija, Maastricht (1140–1150)
- Kapitel v vzhodnem  koru bazilike Ljube gospe, Maastricht (po 1150)
- Kapitel v podeželskem gradu  Wartburg pri Eisenachu (1160)
- Vierge de Dom Rupert, relief (1150), Curtius-Museum, Liège
- Pierre Boudon, relief (12. st.), Curtius-Museum, Liège
- Samsonov portal, cerkev sv. Gertrude, Nivelles
- Krstilnik, Furnaux (provinca Namur)
- Prisega na relikvije, relief (1160), cerkev Ljube gospe, Maastricht
- Majestas Domini timpanon (12. st.), sv. Servacij, Maastricht
- Relief (1160), sv. Servacij, Maastricht
- Štiridelni relief (1150), sv. Peter, Utrecht

- Maastricht, bazilika Ljube gospe, kapitel
- Maastricht, sv. Servacij, kapitelk v westwerku
- Maastricht, sv. Servacij, kapitelk v westwerku
- Eisenach, zmajev kapitel v Wartburgu
- Maastricht, bazilika Ljube gospe, Prisega na relikvije
- Maastricht, sv. Servacij, dvojni relief
- Utrecht, sv. Peter, štiridelni relief

### Zlatarska umetnost
V delih zlatarjev Reniera de Huya, Godefroya de Huya ter Nikolaja iz Verduna je mozanska umetnost dosegla vrhunec. Pozlačeni relikviariji Nikolaja od Verduna v Kölnu, Siegburgu in Tournaiju so mojstrovine srednjeveške umetnosti. Tudi umetnost v emajlu je v tem obdobju dosegla visoko raven.
- Krstilnik (1107–1118), Reiner von Huy, sv. Bartolomej, Liège
- Podporni oltar iz Stavelota (1140–1150), Bruselj, Musées royaux d’art et d’histoire[2]
- Aleksandrov relikviarij s papežem Aleksandrom I. (1140–1150), Musées royaux d’art et d’histoire, Bruselj
- Remaklusov retabel (1150), prej v samostanu Stavelot
- Triptih iz Stavelota (1156/58), Morgan Library & Museum, New York
- Servacijev relikviarij (1165), bazilika sv. Servacija, Maastricht
- Barbarossin lestenec (1165–1170), Aachenska stolnica
- Hadelinusov relikviarij (1170), opatijska cerkev sv. Martina in sv. Hadelina, Visé
- Domicianov relikviarij, (1176), Huy (Belgjja)
- Noga križa iz opatije Saint-Bertin (1180), Museum Saint-Omer
- Binkoštni retabel (3. četrtina 12. stoletja), Musée national du Moyen Âge, Pariz [3]
- Relikviarij Treh kraljev (1180), Nikolaj iz Verduna, Stolnica v Kölnu
- Anin relikviarij (1183), Nikolaj iz Verduna, opatija Michaelsberg, Siegburg
- Marijin relikviarij (1205) Nikolaj iz Verduna, stolnica v Tournaiju
- Karlov relikviarij (1215), Aachenska stolnica
- Marijin relikviarij (1220–1239), Aachenska stolnica
- Relikviarij sv. Maurusa (1225–1230), grad Bečov v Bečov nad Teplou

- Krstilnik, Reiner von Huy, sv. Bartolomej, Liège
- Relikviarij sv. Remaclusa, Stavelot
- Triptih iz Stavelot, Morgan Library & Museum, New York
- Del relikviarija, Louvre, Pariz
- Servacijev relikviarij, Maastricht
- Relikviarij Treh kraljev, stolnica v Kölnu
- Karlov relikviarij, Aachenska stolnica
- Barbarossin lestenec, Aachenska stolnica

### Stenske poslikave, iluminirani rokopisi in druga umetnost
Zelo malo je ostalo od tega, kar je morale biti impresivne mozanske freske. Wolfram von Eschenbach je v svojem Parzivalu napisal hvalo maastrichtskim (in kölnskim) slikarjem. [4] Iluminirana knjiga , tako kot ostala umetnosti, je bila na vrhuncu v drugi polovici 12. stoletja. Glavni centri so bili opatija sv. Lovrenca v Liègu in opatiji Stavelot in Lobbes.
- Stropna poslikava (močno restavrirana), sv. Servacij, Maastricht
- Biblija iz Stavelota (1093–1097), British Library, London Add MS 28106 in 28107
- Biblija iz Floreffe (1170), British Library, London Add MS 17738
- Evangeliarij iz Averbode (1165–80), Universitätsbibliothek, Liège Ms. 363
- Rokopis škofije Sint-Truiden
- Evangeliarij, Notger von Liège, Liège, Musée Curtius (10.–12. st.)

- Stropna poslikava, sv. Servacij, Maastricht
- Biblija iz Stavelota, British Library, London
- Biblija iz Floreffe, British Library, London
- Evangeliarij, Notger von Liège, Liège, Musée Curtius.